# Campeonato Femenino Africano de Fútbol 1998
El Campeonato Africano Femenino de 1998 fue la tercera edición del Campeonato Africano Femenino (ahora conocido como la Copa Femenina Africana de Naciones), el campeonato internacional de fútbol bienal organizado por la Confederación Africana de Fútbol (CAF) para los equipos nacionales femeninos de África. Se celebró en Nigeriaentre el 17 de octubre y el 31 de octubre de 1998.
El torneo determinó las dos clasificatorias de CAF para la Copa Mundial Femenina de la FIFA 1999: la ganadora Nigeria y la subcampeona Ghana. Nigeria ganó su tercer título, superando a Ghana por 2-0 en la final.

## Clasificación
Nigeria calificó automáticamente como anfitriones, mientras que los siete lugares restantes fueron determinados por las rondas clasificatorias, que tuvieron lugar de marzo a abril de 1998.
| Local                           | Global | Visitante    | Ida  | Vuelta |
| ------------------------------- | ------ | ------------ | ---- | ------ |
| Mozambique                      | 7-2    | Lesoto       | 3-0  | 4-2    |
| Sudáfrica                       | 15-0   | Suazilandia  | 9-0  | 6-0    |
| Egipto                          | 2-1    | Uganda       | 1-1  | 1-0    |
| Ghana                           | 19-0   | Guinea       | 11-0 | 8-0    |
| República Democrática del Congo | w/o    | Namibia      | -    | -      |
| Camerún                         | w/o    | Sierra Leona | -    | -      |
| Marruecos                       | w/o    | Kenia        | -    | -      |

| 28 de marzo de 1998 | Mozambique | 3-0 | Lesoto | Mozambique, |  |

| 12 de abril de 1998 | Lesoto | 2-4 | Mozambique | Maseru, |  |

| 29 de marzo de 1998 | Sudáfrica                                                                                 | 9-0     | Suazilandia | Johannesburgo, |  |
|                     | Khumalo ?' · Thabethe ?' · Mtokwane ?' · Phewa ?' · Solomon ?' · Desconocida ?' (autogol) | Reporte |             |                |  |

| 11 de abril de 1998 | Suazilandia | 0-6     | Sudáfrica             | Somhlolo, |  |
|                     |             | Reporte | Phewa ?' · Solomon ?' |           |  |

| 29 de marzo de 1998 | Egipto | 1-1 | Uganda | Cairo, |  |

| 10 de abril de 1998 | Uganda | 0-1 | Egipto | Estadio Nakivubo, Kampala, |  |

| 29 de marzo de 1998 | Ghana                                                                                   | 11-0    | Guinea | Accra Sports Stadium, Accra, |  |
|                     | Gyamfuah 4' 22' 35' 90' · Mensah 17' 24' 1H' · Bayor 1H' · Sackey 73' 80' · Quartey 78' | Reporte |        |                              |  |

| 12 de abril de 1998 | Guinea | 0-8 | Ghana | Conakri, |  |

|  | República Democrática del Congo | w/o | Namibia |  |  |

|  | Camerún | w/o | Sierra Leona |  |  |

|  | Marruecos | w/o | Kenia |  |  |

## Equipos clasificados
República Democrática del Congo, Egipto y Marruecos hicieron sus primeras apariciones en el torneo. Mozambique también se clasificó, pero no pudo llegar al torneo. Lesoto, que fue reclutado como un reemplazo tardío, tampoco apareció.

| - Camerún - República Democrática del Congo - Egipto - Ghana | - Marruecos - Mozambique - Nigeria - Sudáfrica |

## Sedes
| Estadio Ahmadu Bello       | Gateway Stadium   |
| Capacidad: 16,000          | Capacidad: 20,000 |
| Nigerian Public Domain 719 |                   |

## Torneo final

### Primera ronda

#### Grupo A
| Pos | Equipo                          | PJ | PG | PE | PP | GF | GC | GD  | Pts |
| --- | ------------------------------- | -- | -- | -- | -- | -- | -- | --- | --- |
| 1   | Nigeria                         | 3  | 3  | 0  | 0  | 20 | 0  | +20 | 9   |
| 2   | República Democrática del Congo | 3  | 1  | 1  | 1  | 4  | 7  | -3  | 4   |
| 3   | Marruecos                       | 3  | 1  | 1  | 1  | 4  | 9  | -5  | 4   |
| 4   | Egipto                          | 3  | 0  | 0  | 3  | 2  | 14 | -12 | 0   |

| 17 de octubre de 1998 | Nigeria                                                                  | 8-0     | Marruecos | Estadio Ahmadu Bello, Kaduna, |  |
|                       | Okosieme 17' 1H' · Avre 30' 2H' · Nwadike 2H' · Omagbemi 2H' · Akide 2H' | Reporte |           |                               |  |

| 17 de octubre de 1998 | República Democrática del Congo | 4-1 | Egipto | Estadio Ahmadu Bello, Kaduna, |  |

| 20 de octubre de 1998 | Marruecos | 4-1 | Egipto | Estadio Ahmadu Bello, Kaduna, |  |

| 20 de octubre de 1998 | Nigeria | 6-0 | República Democrática del Congo | Estadio Ahmadu Bello, Kaduna, |  |

| 23 de octubre de 1998 | Marruecos | 0-0 | República Democrática del Congo | Estadio Ahmadu Bello, Kaduna, |  |

| 23 de octubre de 1998 | Nigeria | 6-0 | Egipto | Estadio Ahmadu Bello, Kaduna, |  |

#### Grupo B
| Pos | Equipo     | PJ | PG | PE | PP | GF | GC | GD | Pts |
| --- | ---------- | -- | -- | -- | -- | -- | -- | -- | --- |
| 1   | Ghana      | 2  | 2  | 0  | 0  | 7  | 1  | +6 | 6   |
| 2   | Camerún    | 2  | 1  | 0  | 1  | 4  | 5  | -1 | 3   |
| 3   | Sudáfrica  | 2  | 0  | 0  | 2  | 2  | 7  | -5 | 0   |
| --- | Mozambique | 0  | 0  | 0  | 0  | 0  | 0  | 0  | 0   |

| 18 de octubre de 1998 | Ghana | 4-0 | Sudáfrica | Gateway Stadium, Ijebu Ode, |  |

| 21 de octubre de 1998 | Camerún | 3-2 | Sudáfrica | Gateway Stadium, Ijebu Ode, |  |

| 24 de octubre de 1998 | Ghana | 3-1 | Camerún | Gateway Stadium, Ijebu Ode, |  |

## Fase final
En la etapa eliminatoria, si un partido está nivelado al final del tiempo normal de juego, se juega tiempo extra (dos períodos de 15 minutos cada uno) y, si es necesario, seguido de patadas desde el punto de penalización para determinar el ganador, excepto para el partido por el tercer lugar donde no se juega tiempo extra.
|  | Semifinales                     | Semifinales   |   |               | Final                           | Final |  |
|  |                                 |               |   |               |                                 |       |  |
|  |                                 |               |   |               |                                 |       |  |
|  | 27 de octubre                   |               |   |               |                                 |       |  |
|  | Nigeria                         | 6             |   |               |                                 |       |  |
|  | Camerún                         | 0             |   |               |                                 |       |  |
|  |                                 |               |   |               |                                 |       |  |
|  |                                 |               |   |               | 31 de octubre                   |       |  |
|  |                                 |               |   |               | Nigeria                         | 2     |  |
|  |                                 | Ghana         | 0 |               |                                 |       |  |
|  |                                 |               |   |               |                                 |       |  |
|  |                                 |               |   |               |                                 |       |  |
|  |                                 |               |   |               | Tercer lugar                    |       |  |
|  | 27 de octubre                   | 27 de octubre |   | 30 de octubre | 30 de octubre                   |       |  |
|  | Ghana                           | 4             |   | Camerún       | 3 (1)                           |       |  |
|  | República Democrática del Congo | 1             |   |               | República Democrática del Congo | 3 (3) |  |

| 27 de octubre de 1998 | Nigeria | 6-0 | Camerún | Estadio Ahmadu Bello, Kaduna, |  |

| 27 de octubre de 1998 | Ghana | 4-1 | República Democrática del Congo | Estadio Ahmadu Bello, Kaduna, |  |

| 30 de octubre de 1998 | República Democrática del Congo | 3-3 (3-1 pen.) | Camerún | Gateway Stadium, Ijebu Ode, |  |

| 31 de octubre de 1998 | Nigeria                   | 2-0 | Ghana | Gateway Stadium, Ijebu Ode, |  |
|                       | Okosieme 43' · Mbachu 64' |     |       |                             |  |

## Campeón
Nigeria

## Estadísticas

### Estadísticas de Equipo
| Pos | Equipo                          | PJ | PG | PE | PP | GF | GC | GD  | Pts |
| --- | ------------------------------- | -- | -- | -- | -- | -- | -- | --- | --- |
| 1   | Nigeria                         | 5  | 5  | 0  | 0  | 28 | 0  | +28 | 15  |
| 2   | Ghana                           | 4  | 3  | 0  | 1  | 11 | 4  | +7  | 9   |
| 3   | República Democrática del Congo | 5  | 1  | 2  | 2  | 8  | 14 | -6  | 5   |
| 4   | Camerún                         | 4  | 1  | 1  | 2  | 7  | 14 | -7  | 4   |
| 5   | Marruecos                       | 3  | 1  | 1  | 1  | 4  | 9  | -5  | 4   |
| 6   | Sudáfrica                       | 2  | 0  | 0  | 2  | 2  | 7  | -5  | 0   |
| 7   | Egipto                          | 3  | 0  | 0  | 3  | 2  | 14 | -12 | 0   |
| --- | Mozambique                      | 0  | 0  | 0  | 0  | 0  | 0  | 0   | 0   |

### Goleadoras
| 3 goles - Nkiru Okosieme 2 goles - Patience Avre - Rita Nwadike 1 gol - Mercy Akide - Florence Omagbemi - Stella Mabachu | Otras goleadoras - Nigeria 18 goles adicionales - Ghana 11 goles - República Democrática del Congo 8 goles - Camerún 7 goles - Marruecos 4 goles - Sudáfrica 2 goles - Egipto 2 goles |